# Dravska divizija (Kraljevina Jugoslavija)
Dravska divizija je bila pehotna divizija Vojske Kraljevine Jugoslavije, ki je bila uničena med aprilsko vojno.
Divizijski štab je bil nastanjen v Ljubljani.

## Organizacija
1. september 1939
- štab (Ljubljana)

- 37. pehotni polk (Ribnica)
- 39. pehotni polk (Celje)
- 40. pehotni polk (Ljubljana)
- 45. pehotni polk (Maribor)
- 16. artilerijski polk (Ljubljana)
- 32. artilerijski polk (Maribor)